# متمان
شهر متمان (به آلمانی: Mettmann) در ایالت نوردراین-وستفالن در کشور آلمان واقع شده‌است.